# Katymár
Katymár (kroatisch Kaćmar, serbisch Каћмар) ist eine ungarische Gemeinde im Kreis Bácsalmás im Komitat Bács-Kiskun.

## Geografische Lage
Katymár liegt vierzehn Kilometer südwestlich der Kreisstadt Bácsalmás und zwei Kilometer nördlich der Grenze zu Serbien. Nachbargemeinden sind Madaras und Bácsborsód. Südlich des Ortes fließt der Kigyós-főcsatorna.

## Geschichte
Im Jahr 1913 gab es in der damaligen Großgemeinde 963 Häuser und 4702 Einwohner auf einer Fläche von 10.086 Katastraljochen. Sie gehörte zu dieser Zeit zum Bezirk Bácsalmás im Komitat Bács-Bodrog.

## Söhne und Töchter der Gemeinde
- Ivan Petreš Čudomil (1876–1937), Schriftsteller und Dichter
- Tiburtius Hümpfner (1885–1966), Zisterziensermönch
- Mijo Mandić (1857–1945), Journalist und Literaturwissenschaftler
- Johann Wilhelm Braun (* 1940), Historiker

## Gemeindepartnerschaften
- Waldstetten, Deutschland

## Sehenswürdigkeiten
- Batinkov-See (Batinkov-tó)
- Mijo-Mandić-Gedenksäule (Mijo Mandić emlékoszlop)
- Römisch-katholische Kirche Nepomuki Szent János, erbaut 1807
- Römisch-katholische Kapelle Boldogságos Szűz Mária Mennybemenetele, genannt Vodica-Kapelle (Vodica kápolna), nordwestlich des Ortes gelegen

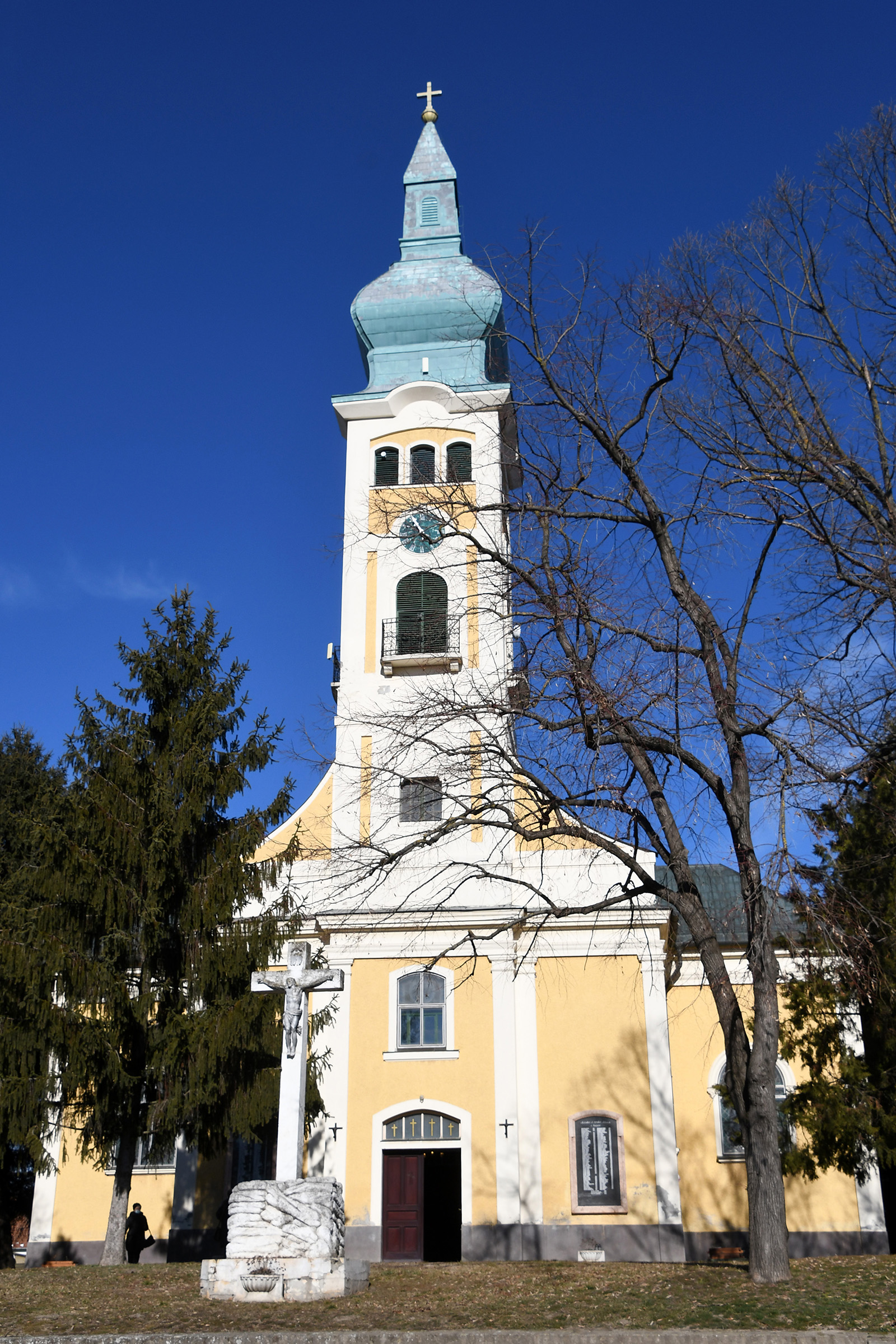
Röm.-kath. Kirche Nepomuki Szent János
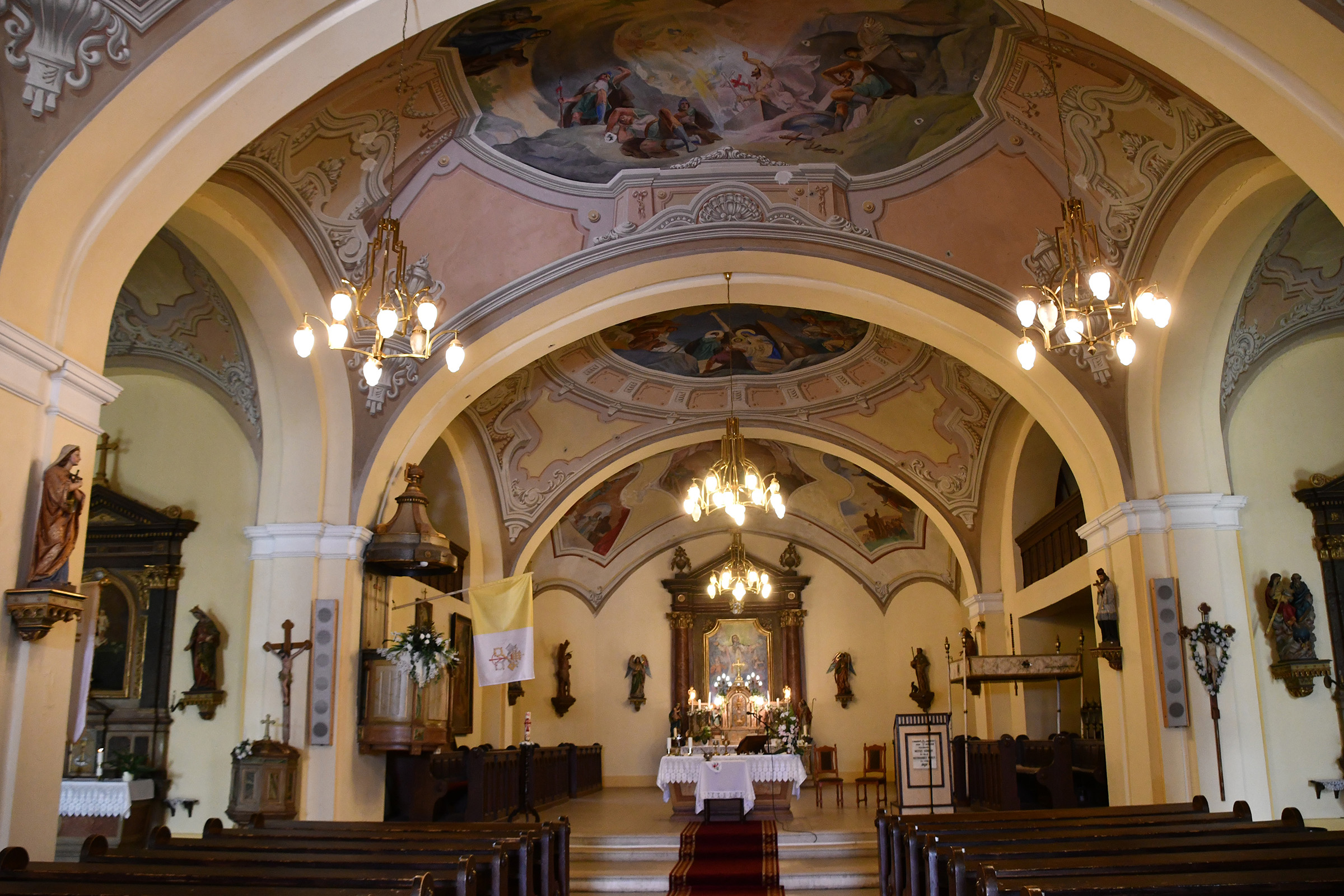
Innenraum der Kirche
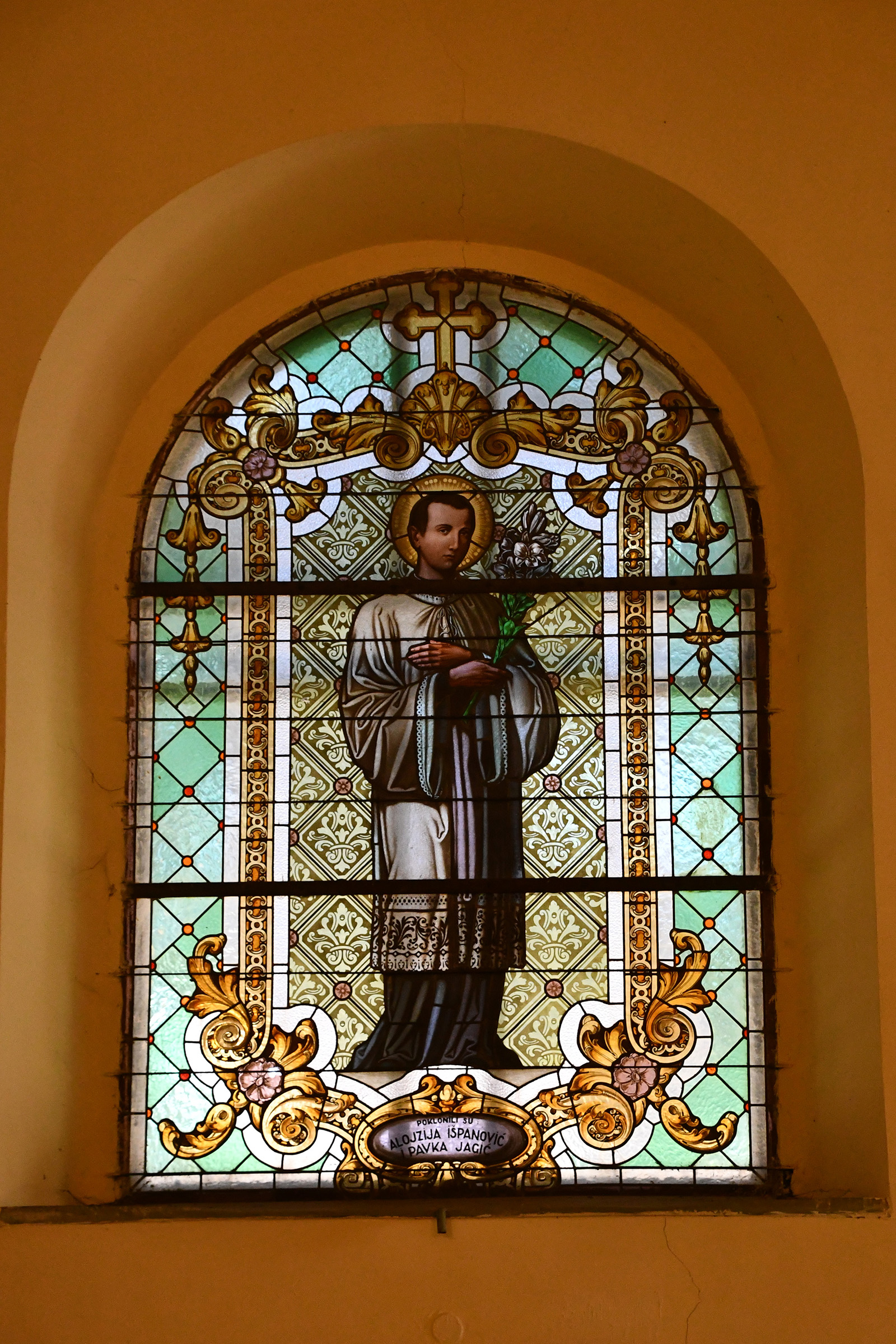
Glasfenster in der Kirche

## Verkehr
Durch Katymár verläuft die Landstraße Nr. 5508. Der ungefähr sieben Kilometer nördlich gelegene Bahnhof Bácsbokod-Bácsborsód ist angebunden an die Eisenbahnstrecke von Kiskunhalas nach Baja. Weiterhin gibt es Busverbindungen über Madaras nach Bácsalmás sowie über Bácsborsód und Bácsbokod nach Baja.